# Strobilanthes pseudocollina
Strobilanthes pseudocollina är en akantusväxtart som beskrevs av K.J.He och D.H.Qin. Strobilanthes pseudocollina ingår i släktet Strobilanthes och familjen akantusväxter. Inga underarter finns listade i Catalogue of Life.